# Rol-mo

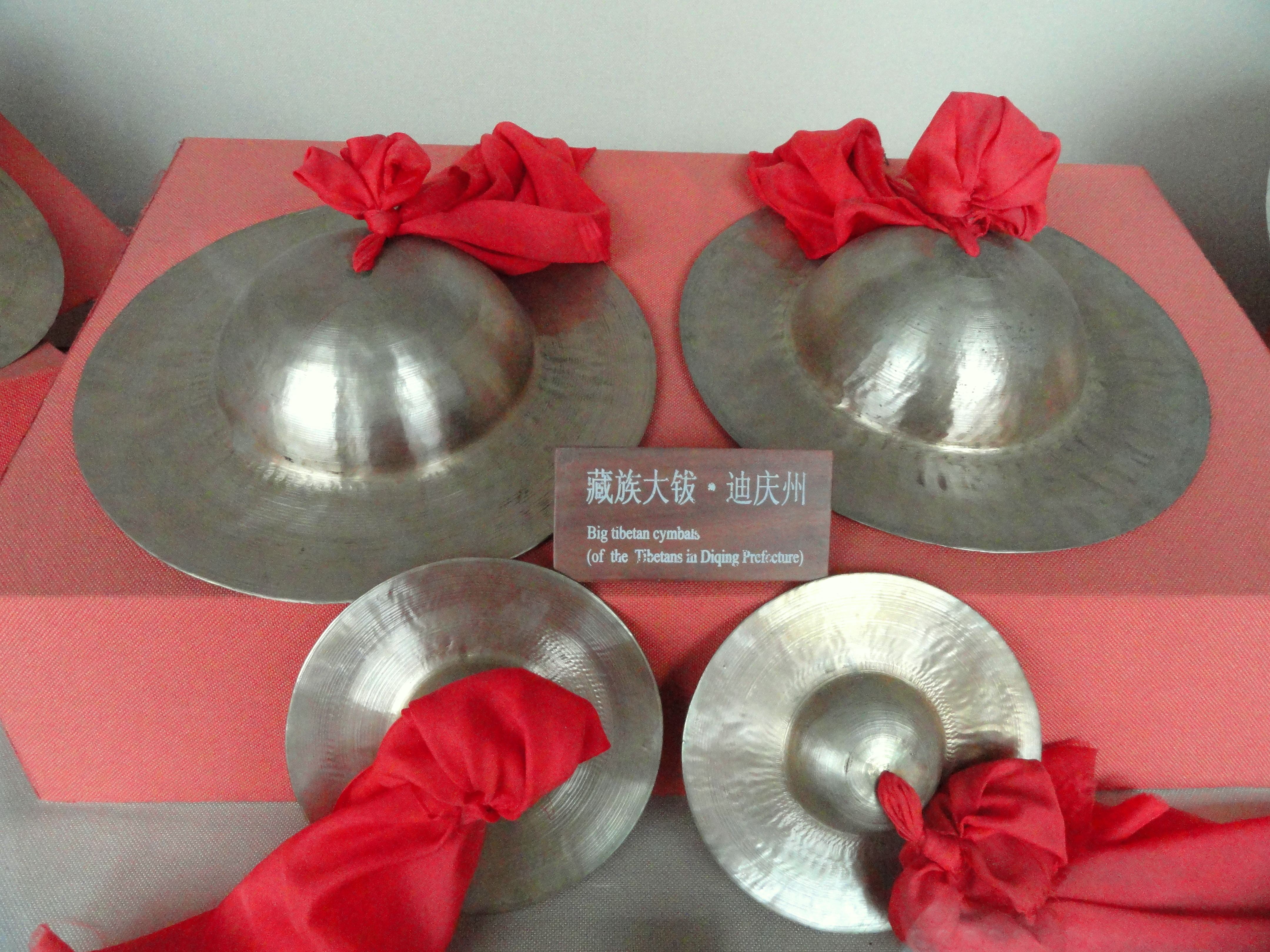
Zwei verschiedene rol-mo im Museum für nationale Minderheiten in Kunming, China

Rol-mo (tibetisch), auch rölmo, sind mit beiden Händen gehaltene, waagrecht geschlagene Paarbecken in der tibetischen Ritualmusik. In den tibetisch-buddhistischen Klöstern markieren die großen, gebuckelten Messingplatten den Takt bei der an die Götter gerichtete Rezitation, sorgen für rhythmische Muster bei Gesängen oder begleiten rituelle Cham-Tänze. Die notierte und streng formalisierte Musik verfügt über einen hohen emotionalen Gehalt, gegenüber dem musikalisch-ästhetische Qualitäten in den Hintergrund treten.
Im weiteren Sinn steht rol-mo für den „Klang der Musik“, also für Musik allgemein. Rol-mo byed pa heißt „musizieren“, rol-mohi mkhan ist der Musiker und sil-mkhan der Spieler der silnyen (sil snyan), das sind senkrecht geschlagene, flache Paarbecken.

## Bauform
Der Durchmesser eines rol-mo beträgt 20 bis 50 Zentimeter und durchschnittlich 30 Zentimeter. Etwa den halben Durchmesser nimmt normalerweise der tiefe Buckel ein, der wie bei einem Buckelgong für eine bestimmte Tonhöhe sorgt. Becken mit großem Buckel heißen sbug-chol oder sbug-chal (auch bùb-chèl), wobei sbug, „hohl“, „Hohlraum“ und chol, „zusammengeschlagen werden“ bedeutet. Der Buckel selbst wird phobrang („Palast“) genannt. Bei den Hor-sbug („Becken aus der Mongolei“) beträgt der Durchmesser des Buckels etwa 40 Prozent des gesamten Beckens. Ein typisches Becken aus Zentraltibet hat bei 33 Zentimetern Durchmesser einen 8,7 Zentimeter hohen Buckel.
Alle rol-mo sind am Rand leicht aufgewölbt und besitzen in der Mitte eine Schlaufe aus Leder oder Stoff, an der sie gehalten werden. Sie bestehen aus einer Messinglegierung (li), die einen gewissen Anteil an Gold und Silber enthält, der den tiefen Klang weicher machen soll. Drei Qualitätsstufen werden unterschieden: Li-ser sind einfache Messingbecken, li-mar bestehen aus Bronze und li-kar enthalten einen hohen Anteil an Gold und Silber. Die zu einem Paar gehörenden Becken produzieren nahezu denselben, relativ tiefen und langanhaltenden Ton, wobei geringe Abweichungen für gewissen Frequenzüberlagerungen (Schwebungen) sorgen. Der Spieler hält mit der linken Hand möglichst locker das untere Becken, während er mit dem anderen Becken in der rechten Hand von oben fest, aber nur mit kurzzeitigem Kontakt, um den Ton nicht zu dämpfen, auf das untere Becken schlägt. Das obere, etwas tiefer klingende Becken (thab, „Methode“) verkörpert im Vajrayana den männlichen und das untere Becken (shè, „Weisheit“) den weiblichen Aspekt. Eine andere symbolische Zuschreibung für die beiden Becken ist Mutter und Sohn.
Shang-sbug sind wertvolle Becken, die nur hochrangige Mönche besitzen. Der Name geht auf Shang shang zurück, ein mythisches, dem indischen Garuda ähnliches Vogelwesen, das Schönheit und Weisheit verkörpert. Seine Fußabdrücke sind am Rand eingraviert.
Sehr begehrt und selten sind die rol-mo aus der Grenzregion zwischen dem nordostindischen Bundesstaat Arunachal Pradesh und Tibet. Sie werden Dra-sbug genannt, nach der dortigen Region Dra-yül. Sie kommen nicht paarweise vor, da  sie nicht geschlagen, sondern bei bestimmten regionalen Festen auf dem Kopf getragen werden.
Einfache Becken heißen Gya-sbug („Chinesische Becken“). Sie sind dünner als die Hor-sbug und zeigen Dellen durch die Bearbeitung mit dem Treibhammer
Jöl-sbug stammen aus Tibet. Ihr Rand ist rau und ihr Buckel etwas kleiner als bei anderen Becken. Dicker, aber ansonsten gleich sind die Bèl-sbug („Nepalische Becken“) aus Nepal. Aus Bhutan kommen die besonders massiven Drug-sbug („Bhutanesische Becken“), deren Wandstärke über einen Zentimeter beträgt.
Rol-mo gehören zur Gruppe der Schlaginstrumente (brdung ba) wie die flacheren, senkrecht gehaltenen Paarbecken silnyen und die zweifellige Stieltrommel chos-rnga (nga). Sie werden von der Gruppe der geschwungenen Instrumente, die der Spieler in einer Hand hält (khrol ba), unterschieden: den Handglocken (dril bu) und gshang sowie der mit Klöppeln versehenen Sanduhrtrommel damaru (gcod-dar). Im Ritualorchester werden sie durch eine Reihe von paarweise gespielten Blasinstrumenten (’bud pa) ergänzt, während Saiteninstrumente (rgyud can) als die vierte Gruppe hierbei nicht verwendet werden dürfen.

## Spielweise

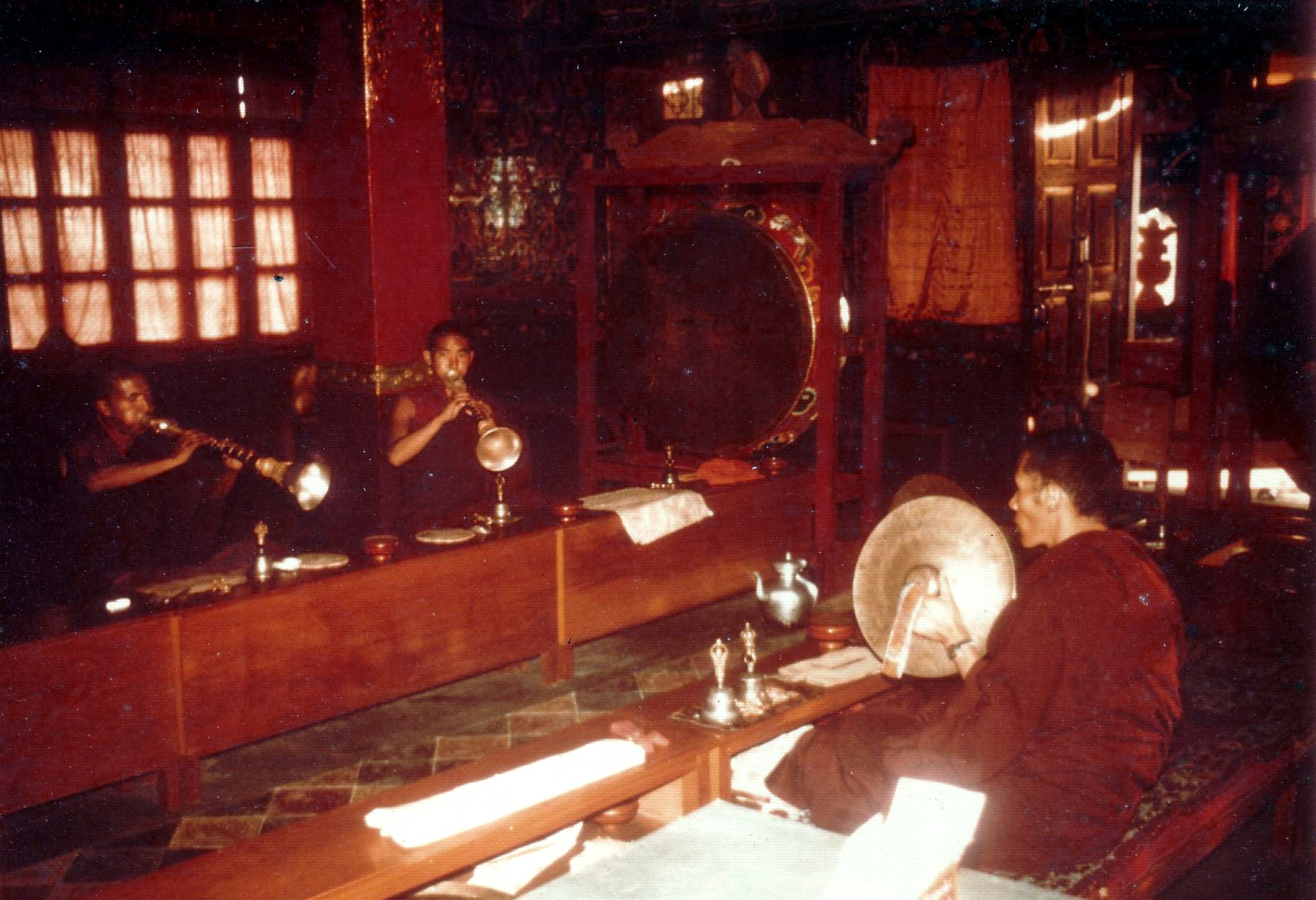
Paarweise gespielte Kegeloboen rGya-gling. Rechts großes Paarbecken rol-mo, in der Mitte die Trommel rnga in einem Holzrahmen. Auf dem Tisch zwei Stielhandglocken dril-bu. Tibetische Mönche beim Stupa von Bodnath im Nepal.

Die rhythmische Struktur der Musik wird vom musikalischen Leiter (dbu mdzad) auf dem flachen Paarbecken silnyen oder einem rol-mo vorgegeben, in manchen Klöstern auch mit der Stieltrommel chos-rnga. Mehrere hundert notierte Kompositionen sind erhalten, von denen viele bis heute in den Klöstern aufgeführt werden. Um den Ansprüchen des Rituals (mchod pa) als ein Opfer an die Gottheiten zu genügen, muss die Musik nach strengen Regeln (mkhas pa) und gefällig für das Ohr (snyan pa) aufgeführt werden. Mit Ohr ist in diesem Fall das Gehörorgan der adressierten Gottheiten gemeint, der Buddhas, Bodhisattvas, tantrischen Gottheiten (yi dam) und Wächterfiguren.
Für die verschiedenen Schlagtechniken gibt es spezielle Bezeichnungen. Der Schüler findet alle Anweisungen in Liederbüchern (dbyangs-yig) und in den Handbüchern mit den Ordensregeln der jeweiligen Lehrtradition. Beim üblichen pèl-pung-Stil bleibt die linke Hand in Ruheposition. Die Becken werden nicht genau parallel aufeinander geschlagen, um keinen Luftstau zu bewirken, sondern in einer kreisförmigen Bewegung zunächst schräg an eine Kante. Die eingesetzte Schlagenergie (shugs) bestimmt Lautstärke und Länge des Nachklangs. Schläge (brdung) können gedämpft oder ungedämpft sein, hinzu kommen Kreisbewegungen, die um die Ränder der Platten geführt werden. Beim Schlag mtshams rgyag („berührende Ränder“) trennt der Spieler die beiden Platten unmittelbar nach dem ersten Kontakt, während er beim kha rgyag („berührende Münder“) wartet, bis sich der Gesamtklang beider Platten etwas weiter entfaltet hat. Beide gehören zu den unterbrochenen Schlägen (Teilschlägen), die als Übergang am Ende der Reihe mit vollen Schlägen ausgeführt werden. Innerhalb der Stücke kommen sie nicht vor.
Schlagfolgen sind eine abgezählte Sequenz von Einzelschlägen (grangs) mit mindestens einem Schlag (gcig-brdung). Zwei Schläge (gnyis-brdung) werden von drei Schlägen (gsum-brdung) und von neun (dgu-brdung) unterschieden. Häufig sind Schlagfolgen mit drei oder vier Schlägen plus je einem kürzeren und weicheren Vor- und Nachschlag (dzag).
Die tibetische Notation ist übersichtlich, weil die Zahlen der Schläge mit Nummern angegeben werden. Eine Reihe von drei Schlägen lautet: 1 2 3 (in tibetischen Ziffern). Ein verlängerter Nachklang wird durch kleiner werdende Striche angezeigt, sodass sich eine Folge von Zahlen mit angehängten, unterschiedlich langen Strichen ergibt, die schräg nach oben und bei den Nachschlägen schräg nach unten zeigen. Auch wenn die Schlagfolgen symmetrisch angelegt sind, differieren die einzelnen Schläge beträchtlich in ihrer Länge. Hauptschläge sind etwa vier Sekunden lang, einleitende Schläge und Nachschläge dauern üblicherweise die doppelte Zeit.
Neben den Perkussionsinstrumenten können bei einem Anrufungsritual folgende Blasinstrumente mitwirken: zwei lange Naturtrompeten (dung) aus Metall dung chen, zwei Schneckenhörner dung kar und zwei Doppelrohrblattinstrumente rGya gling (gyaling, „Chinesisches Blasinstrument“). Die Zahl der verwendeten Becken und Trommeln bemisst sich häufig an dem, was im Kloster verfügbar ist. Wenn außerdem die Stieltrommeln chos-rnga verwendet werden, folgen sie dem Rhythmus der rol-mo.
Rol-mo und ähnliche Paarbecken werden bei buddhistischen Ritualen außer in Tibet auch in Bhutan, China und Japan verwendet, nicht jedoch in Indien. Das bei hinduistischen Zeremonialtänzen und -gesängen im nordostindischen Bundesstaat Assam gespielte große Paarbecken bartal stammt sehr wahrscheinlich aus Tibet.